# تاتوا
تاتوا (انگلیسی: tattva)، در هر دو آئین (سانکیها و بودا) از «تاتوا» به عنوان اصول جهان‌شناسی یاد شده‌است.
طبقه‌بندی چهارگانه مقولات بیست و پنجگانه:
1. اصلی که به وجود می‌آورد ولی به وجود نیامده است.
2. اصولی که هم به وجود آمده و هم به وجود می‌آورند.
3. اصولی که به وجود آمده‌اند ولی به وجود نمی‌آورند.
4. اصلی که نه به وجود آمده و نه به وجود می‌آورد.

این طبقه‌بندی چهارگانه مقولات بر اساس سلسله مراتب پیدایش آنان، وضع گردیده، شامل بیست و پنج اصل است، این اصول را «تاتوا»(Tattavs) گفته‌اند.

## اصول سی و ششگانه
برای بیان آفرینش عالم، آئین «شیوائی» متوسل به بیست و پنج اصل جهان‌شناسی سامخیا «سانکیها» Samkhya شده‌است و یازده اصل دیگر به آن افزوده‌است.

## توالی سه مرحله ای تجلی صور
هر اسمی به صورتی اشارت دارد، و همه صور عینی (objective) هستند. تجلی صور نیز از توالی سه مرحله ای برخوردار می‌باشد که عبارتند از کالاها (نمودها)، تاتتواها (Tattwas) (اصول)، و بهوواناها (Bhuwanas) و حوزه‌ها (Spheres). روی هم رفته پنج کالا، سی و شش تاتتوا و دویست و بیست حوزه وجود دارند.